# 天文台環路
天文台環路（英語：Observatory Circle）是美國華盛頓哥倫比亞特區的一條街道。從卡爾弗特街至第34號街附近的麻薩諸塞大道為止。實際上，這條街道並不是一個完整的環狀，形狀更像是一個拱形路線的街道。美國副總統官邸天文台环路一号座落此處。其拱形內側由該官邸所形成，在Google Maps上畫面被模糊处理。

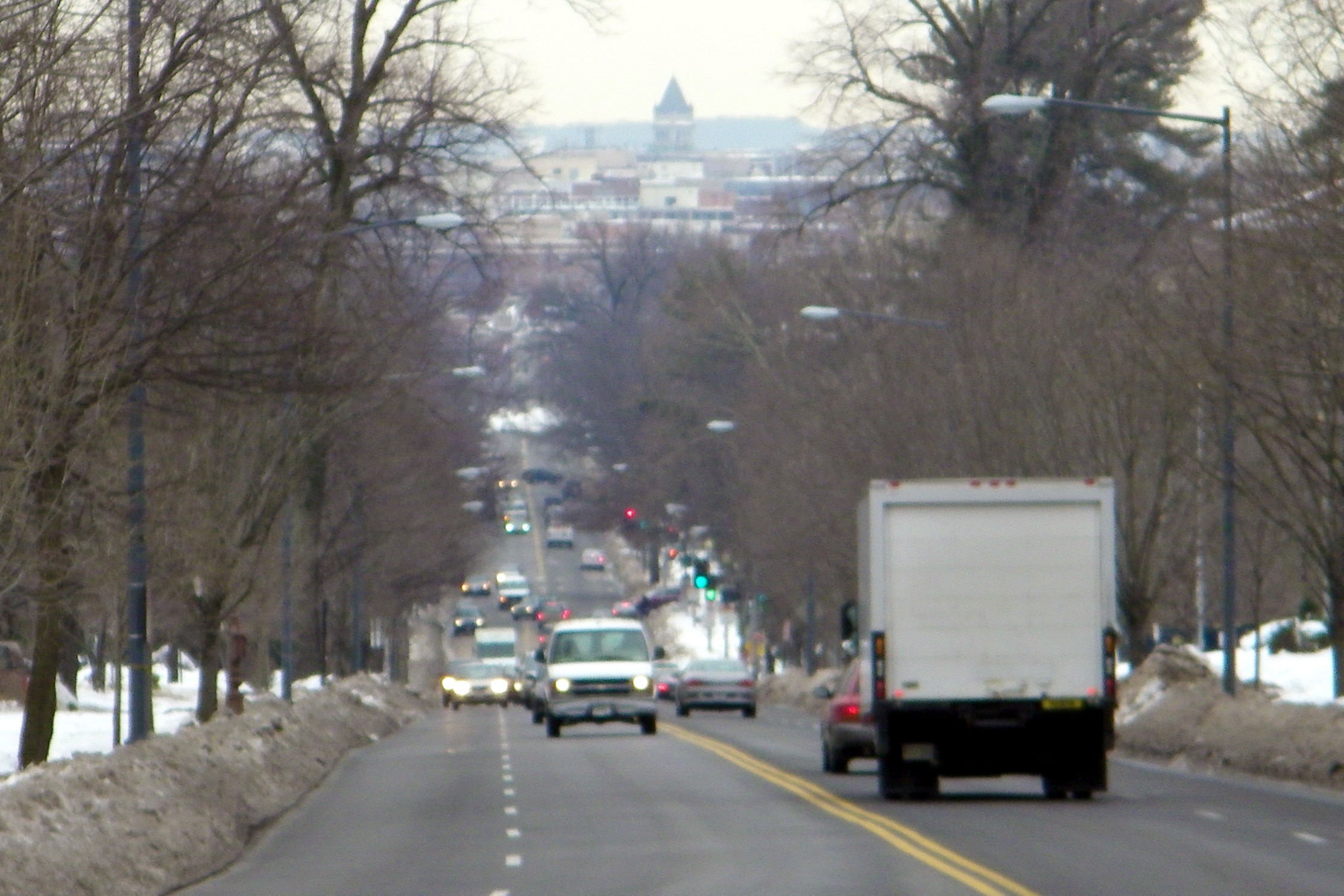
圓環終點的麻薩諸塞大道